# Ernst Theis
Ernst Theis (* 31. Juli 1961 in Sierning) ist ein österreichischer Dirigent.

## Leben

### Kindheit und Herkunft
Sein Vater Georg Theis stammt aus der Nähe von Bistritz in Siebenbürgen und flüchtete mit seinen Eltern im Zweiten Weltkrieg nach Oberösterreich. Seine Mutter Gertrude Theis stammt aus seinem Geburtsort Sierning. Ernst Theis verbrachte dort auch seine Kindheit.

### Ausbildung
Seine musikalische Begabung wurde von seinen Eltern zwar früh erkannt, aber nicht mehr als im ländlichen Umfeld üblich gefördert. Bis zu dem Zeitpunkt seiner Inskription an der Hochschule für Musik und Darstellende Kunst Wien, beschäftigte er sich mit Blasmusik, Volksmusik und Pop- und Rockmusik in einer Amateurband. Eine Ausbildung in einer Musikschule oder einem Konservatorium erhielt er zu diesem Zeitpunkt nicht. Seine erste musikalische Ausbildung als Trompeter erhielt von dem Saxophonisten Franz Großauer, der zur Jugendzeit von Ernst Theis Kapellmeister der Blasmusikkapelle und der Jugendblasmusik Sierning war. Er bereitete ihn auch für die Zulassungsprüfung an die Hochschule für Musik und darstellende Kunst in Wien vor. Bei beiden Blasmusikensembles musizierte Ernst Theis über Jahre hinweg aktiv mit. Instrumente wie Drumset und E-Gitarre für den Bandgebrauch erlernte Ernst Theis autodidaktisch.
Vor dem Hintergrund seine musikalischen Vorbildung musste er sich entsprechend intensiv seinen Studien in Wien widmen. An der Wiener Musikhochschule (heute Wiener Musikuniversität) erhielt er von 1979 bis 1985 eine musikalische Ausbildung als Trompeter und später als klassischer Schlagwerker sowohl im Bereich Konzertfach als auch im Bereich Pädagogik. Die Entscheidung vorerst für Schlagwerk war nicht vordergründig eine gewollte, ein medizinisches Problem hinderte ihn, seine Studien im zentralen künstlerischen Fach Trompete fortzusetzen. In der Dirigentenklasse von Otmar Suitner beschäftigte Theis sich mit dem Dirigieren. Suitner war es, der ihm nahelegte, über eine Dirigentenlaufbahn nachzudenken. Im Zusammenhang mit seiner pädagogischen Ausbildung zum Instrumentallehrer kristallisierte sich sein Interesse für musiksoziologische Themen heraus.

### Erste berufliche Stationen
Zur Zeit seiner Instrumentalausbildung und auch in den Jahren danach arbeitete er als Orchestermusiker in verschiedenen Wiener Orchestern mit, gründete ein Percussionsensemble mit Studienkollegen, die mittlerweile Mitglieder bedeutender Wiener Orchester waren und übernahm hinzukommend 1986 die Leitung einer Klasse des zentralen künstlerischen Fachs Klassisches Schlagwerk am damaligen Konservatorium der Stadt Wien.

### Tätigkeit als Dirigent in Österreich
1991 gründete er das Orchester Österreichische Kammersymphoniker, das er bis 2003 künstlerisch und wirtschaftlich leitete. Die Schwerpunkte dieses Orchesters lagen vorerst hauptsächlich im Bereich der zeitgenössischen Musik und der Klassischen Moderne, später dann auch im Bereich der Wiener Klassik.
1996 sprang Ernst Theis als Kapellmeister an der Wiener Volksoper ein und leitete eine Vorstellung von Emmerich Kálmáns Csárdásfürstin, worauf er einen Vertrag als Kapellmeister an diesem Haus erhielt. Dort blieb er Ensemblemitglied bis zum Ende der Direktions-Ära Klaus Bachlers.

### Hochschultätigkeit
Im selben Jahr wurde er am Konservatorium der Stadt Wien zum Abteilungsleiter der Abteilung für Blasinstrumente und Schlagwerk berufen. In dieser Funktion arbeitete er an der Akkreditierung des Konservatoriums Wien zur Privatuniversität mit und beschäftigte sich intensiv u. a. mit Themen wie neue Formen der Instrumentalausbildung, neue Formen der Instrumentalpädagogikausbildung, Kunst und Wissenschaftlichkeit, Verknüpfung von Theorie und Praxis im Masterausbildungsbereich und kunstgerechte Beurteilungssysteme für Kunstuniversitäten und mit neuer Musik. Die Implementierung des Lehrfachs Praktikum Modern geht bereits Anfang der 2000er Jahre auf seine Initiative zurück. Schließlich hatte er maßgeblichen Anteil an der erfolgten Akkreditierung des Konservatoriums zur Privatuniversität, wie aus den Erstakkreditierungsbescheiden zu ersehen ist. In der Folge arbeitet er als Universitätsabteilungsvorstand der Abteilung für Blasinstrumente und Schlagwerk und Leiter des Praktikum Modern nach erfolgter universitärer Evaluierung weiter, ehe er das Haus zugunsten seiner dirigentischen Arbeit verließ.

### Chefdirigat in Dresden und internationale Auftritte
Von 2003 bis 2013 war Ernst Theis Chefdirigent der Staatsoperette Dresden. Nachdem er sein Amt in Dresden niedergelegt hatte, absolvierte er eine ganze Reihe von viel beachteten Debüts. Dazu gehörten u. a. Auftritte mit Orchestern wie den St. Petersburger Philharmonikern, der Staatsphilharmonie Rheinland-Pfalz, den Bochumer Symphonikern, dem Münchner Rundfunkorchester und das Sendai Philharmonic Orchestra. Ein besonderes Novum ist die Zusammenarbeit mit der Akademie für Alte Musik Berlin, die zu Debüts an der Opéra de Dijon, dem Konzerthaus Berlin und dem Concertgebouw Amsterdam führte.

## Werk
In der Zeit seiner Arbeit an der Wiener Volksoper und auch danach führten ihn seine künstlerischen Aktivitäten zu vielen internationalen Orchestern, wo er sich ein Repertoire erarbeitete, das sich durch besondere Vielfalt auszeichnet. Während all dieser Jahre blieb aber sein besonderes Interesse an zeitgenössischer Musik und an der Musik des 20. Jahrhunderts ein wichtiges Feld seines künstlerischen Schaffens. Seine Amtsantrittspremiere hatte er mit der Herzogin von Chicago von Emmerich Kálmán. Damit machte Theis deutlich, dass für ihn die Arbeit an der Staatsoperette Dresden nicht in erster Linie die Beschäftigung mit den bekannten Werken der Genres Spieloper, Operette und Musical sein würden, sondern, wie auch das unbekannte Werk bekannter und weniger bekannter Komponisten ein zentraler Bereich sein würde.
So entwickelte er in der Folge Projekte wie Der unbekannte Johann Strauss, Der Deutsche Offenbach und das 2011 erstmals stattfindende Johann Strauss Festival Dresden. Die unbekannten Werke von Johann Strauss werden aus der wissenschaftlich kritischen Ausgabe der Wiener Johann Straussedition erarbeitet, für den deutschen Offenbach kooperieren Ernst Theis und die Staatsoperette mit der Edition Keck (Boosey & Hawkes). Die Staatsoperette Dresden entwickelte sich durch die künstlerische Arbeit von Ernst Theis künstlerisch und wirtschaftlich positiv. Nachdem sie 2003, in diesem Jahr begann Ernst Theis seine Arbeit als Chefdirigent an diesem Haus, geschlossen werden sollte, erfolgt 2011 der politische Beschluss für eine Theaterneubau. Dieser Neubau ist signifikant für die Nachhaltigkeit der künstlerischen Arbeit des Ensembles des Theaters und seines Chefdirigenten. Das neue Operettenhaus im Stadtzentrum wurde drei Jahre nach dem Vertragsende von Theis, im Dezember 2016 eröffnet.
Künstlerisch gehört das Projekt Radiomusiken, das zum Ziel hat, die in der Entstehungszeit des Rundfunks (1923 bis 1933) für dieses Medium komponierten Werke wieder für den Rundfunk zu produzieren, zu den zentralen Beschäftigungsbereichen des Künstlers und ist darüber hinaus sein Dissertationsthema. Diese erarbeitet er zurzeit an der Musikuniversität Wien unter Betreuung von Alfred Smudits am Institut für Musiksoziologie.

## Veröffentlichungen
Ernst Theis veröffentlichte die bislang einzige Gesamteinspielung aller Haydn-Klavierkonzerte für das deutsche Label Arts Music sowie eine vierteilige CD-Serie mit Werken der klassischen Moderne wie Erwin Schulhoff, Darius Milhaud, Arthur Honegger und Bohuslav Martinů für das deutsche Label cantate-musicaphon.
Aus dem Projekt Radiomusik entwickelte sich ein Kooperationsprojekt mit dem Mitteldeutschen Rundfunk, Deutschlandradio Kultur, der Akademie der Künste Berlin und dem deutschen Label CPO, das alle Produktionen dieser Reihe als CD-Edition veröffentlichen wird. Volume I wurde Mai/Juni 2010 mit dem Werk Leben in dieser Zeit (Musik Edmund Nick, Text Erich Kästner) veröffentlicht. Volume II wurde im Oktober 2014 veröffentlicht. Auf dem Tonträger befinden sich u. a. RadioMusiken von Franz Schreker, Ernst Toch und Walter Braunfels. Im März 2015 präsentierte Ernst Theis das Projekt RadioMusiken im großen Saal des Wiener Konzerthauses mit Werken von Kurt Weill.
Das Projekt Der unbekannte Johann Strauss hat 2009 zur Veröffentlichung der Operette Das Spitzentuch der Königin geführt. Der Carneval in Rom erschien 2010 und Prinz Methusalem wurde nach seiner Premiere am 23. April 2010 im August 2010 als Gesamteinspielung produziert und wurde 2012 veröffentlicht. Nach den Strauss-Veröffentlichungen nahm sich der Künstler Jacques Offenbachs an. La Périchole ist die erste deutschsprachige Gesamteinspielung, die im August 2013 von CPO veröffentlicht wurde.